# Благодатное (Тарутинский район)
Благода́тное (укр. Благодатне) — село, относится к Тарутинскому району Одесской области Украины.
Население по переписи 2001 года составляло 38 человек. Почтовый индекс — 68514. Телефонный код — 8-04847. Занимает площадь 0,27 км². Код КОАТУУ — 5124781402.

## История
В 1945 году Указом ПВС УССР село Каприор переименовано в Благодатное.

## Местный совет
68514, Одесская область, Тарутинский р-н, с. Вознесенка Вторая, ул. Ленина, 80